# Kesaganahalli, Sakleshpur
Kesaganahalli là một làng thuộc tehsil Sakleshpur, huyện Hassan, bang Karnataka, Ấn Độ.